# Mansa (Zambie)
Pour les articles homonymes, voir Mansa (homonymie).
Mansa est la capitale de la province de Luapula de Zambie, et le chef-lieu du district de Mansa. Elle tient son nom du chef local Mansa et de la rivière Mansa qui se jette à l'ouest dans la Luapula. Sa population s'élève à 129 185 habitants en 2010.

## Situation et rôle
Dans une province aux nombreuses rivières, chutes d'eau, lacs et marécages, Mansa tient lieu de centre administratif et de commerce, étant située sur un plateau sans charme entre la Luapula et le lac Bangwelo. Elle tire profit de sa position de carrefour entre les routes de Copperbelt-Botte du Katanga-Chembe-Kawambwa allant du sud au nord (en partie goudronnée) et de Serenje-Samfya-Vallée de la Luapula allant du sud-est au nord-ouest (entièrement goudronnée).

## Origines
À la période coloniale, Mansa s'appelait Fort Rosebery et était déjà la capitale de la province. Cependant, le premier Fort Rosebery était situé, aux alentours de 1900, dans la vallée de la Luapula, où la majorité de la population vit, près de Mambilima. Après une explosion de la maladie du sommeil dans la vallée quelques années plus tard, la ville fut déménagée à son endroit actuel dans l'espoir que les plateaux plus élevés seraient un gage de protection contre la mouche tsé-tsé.
La province de Luapula s'est ensuite développée dans le milieu du XXe siècle, grâce à la pêche, l'agriculture et la proximité de la Copperbelt, Mansa s'affirmant comme centre administratif et de distribution.

## Histoire récente

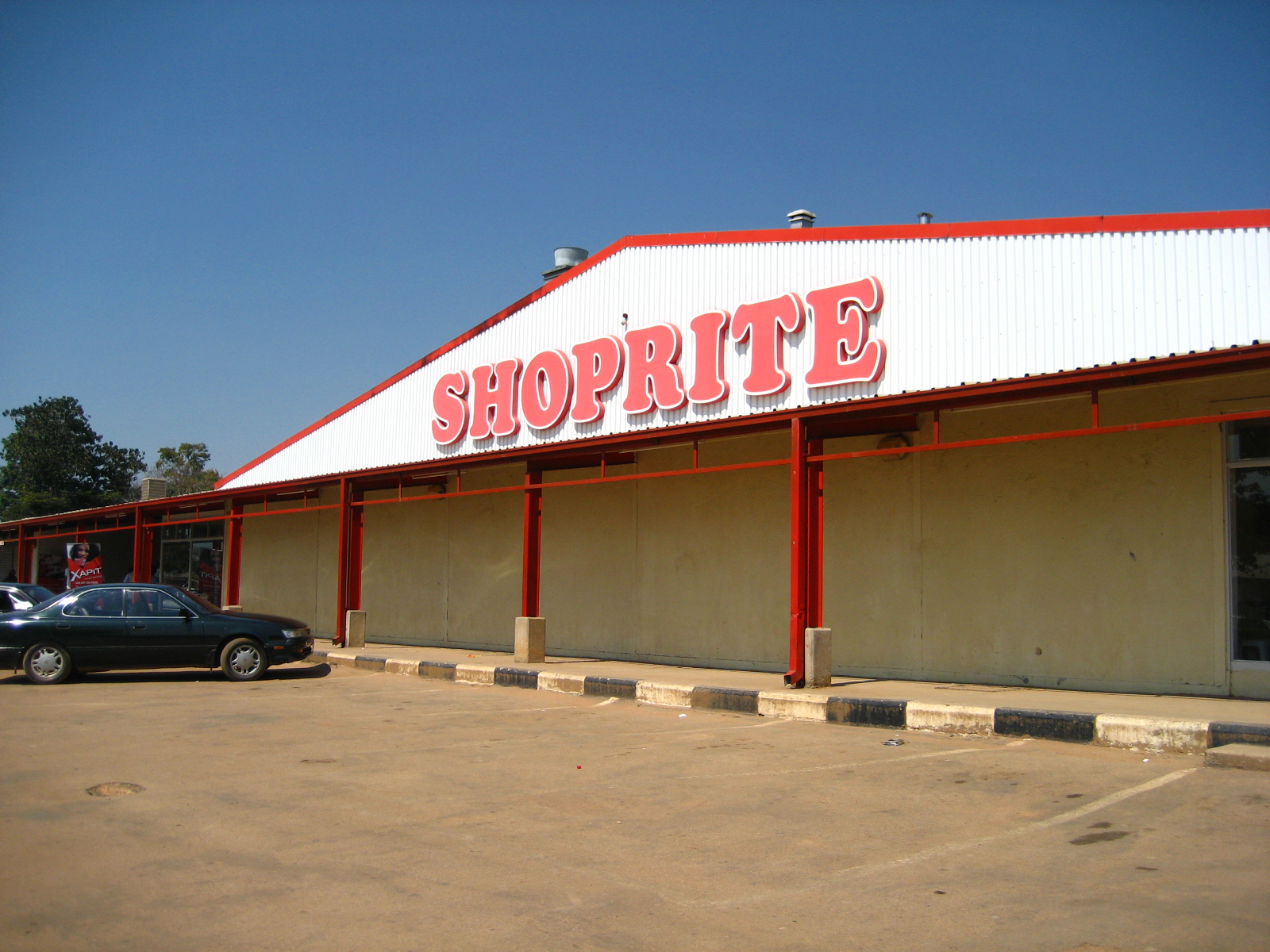
Shoprite de Mansa

La ville s'est considérablement agrandie des vingt dernières années, mais n'y a pas gagné en prospérité depuis la baisse du nombre d'emplois dans les mines de la Copperbelt. Mansa manque d'industries, depuis que l'usine de piles électriques a fermé ses portes en 1994, et en l'absence d'opportunités d'emplois, la pratique du chitemene (une forme de subsistance agricole) a sensiblement dégradé les forêts alentour. Néanmoins, comme le centre commercial servant la province entière, la ville abrite un marché quotidien, des banques, un grand nombre de magasins et de négoces, ainsi qu'un supermarché Shoprite.

## Proximité avec la République démocratique du Congo
Environ à seulement 50 kilomètres à l'est de la frontière avec la République démocratique du Congo, et séparée de la Copperbelt par la Botte du Katanga, Mansa n'a pas de liens commerciaux directs avec son voisin. En effet, les guerres et conflits fréquents qui se sont déroulés au Congo ces cinquante dernières années ont fréquemment gêné le développement de Mansa. La Luapula, qui forme la frontière, est traversée par un ferry de passagers au nord-ouest à Kasenga, et par un ferry transportant des véhicules à Chembe, mais elle fait seulement le lien vers la Copperbelt à travers le territoire congolais via la célèbre et souvent infranchissable route de la Botte du Katanga. Les autres routes du côté congolais sont sérieusement dégradées, en outre, la plupart du commerce congolais passe par Mansa, tout comme la production de la mine de cuivre de Dikulushi, à l'ouest du lac Moero. D'autre part, le commerce avec le Congo est limité à la production locale et à la contrebande le long de la rivière.

## Religion
Mansa est le siège d'un évêché catholique.

## Transports
Mansa possède une piste d'atterrissage goudronnée, mais pas de liaisons régulières avec le reste du pays. Le transport public se limite à des lignes de bus vers les villes des axes principaux cités au-dessus. Avec la paix au Congo, un pont est en construction, enjambant la Luapula à Chembe afin de remplacer le ferry. Le goudronnage ultérieur de la route de la Botte du Katanga sera aussi un grand pas dans l'accès de Mansa à la Copperbelt, et pourrait de plus augmenter le commerce entre Kasama et la Copperbelt.

## Attractions

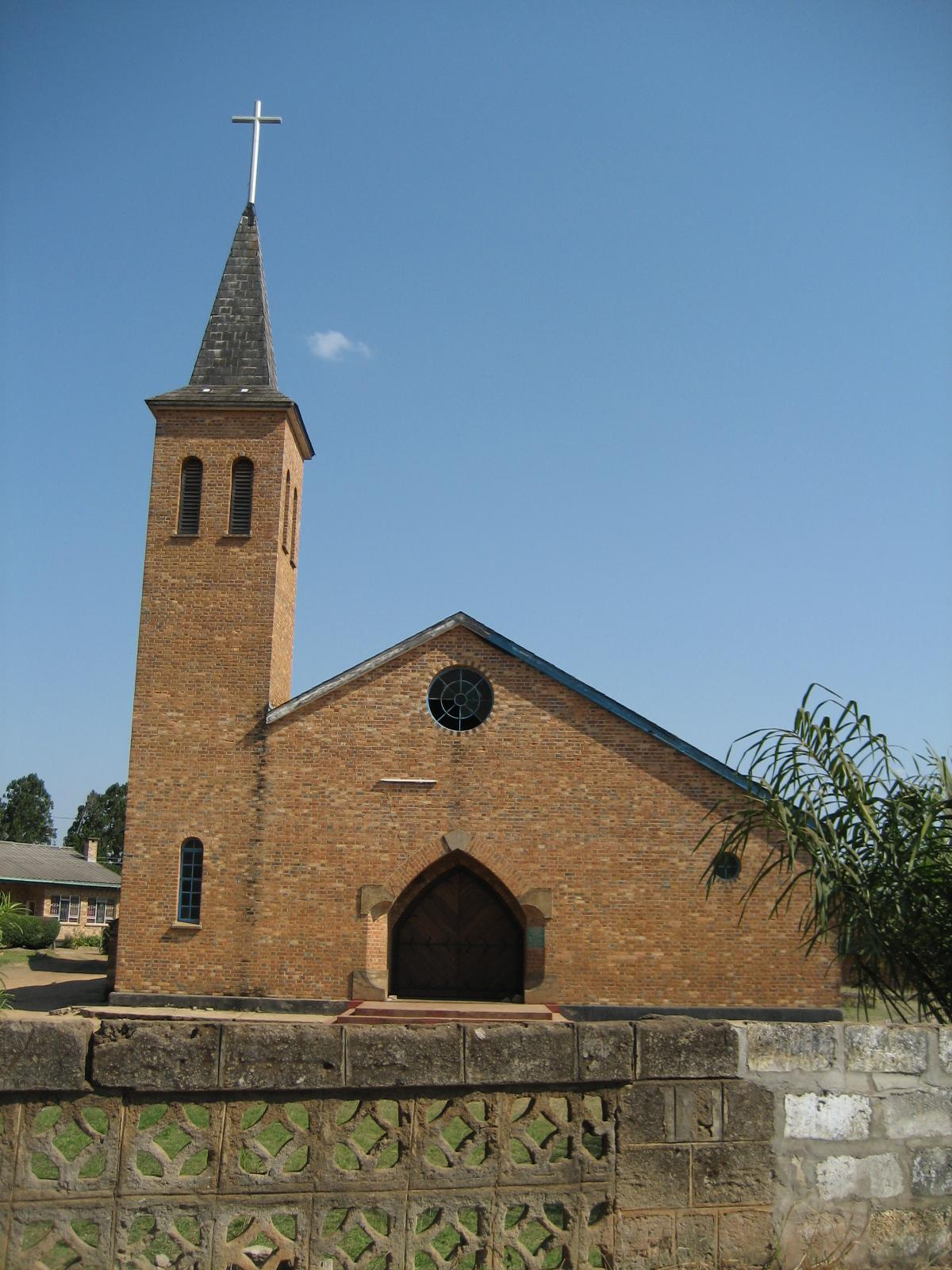
La cathédrale catholique de Mansa.

- La cathédrale catholique de Mansa
- L'hôtel Mansa
- Les chutes Mumbuluma (en)